# Хольм, Корфиц
Корфиц Хольм (нем. Korfiz Holm, также Corfitz Holm, 21 августа 1872 — 5 августа 1942) — немецкий писатель, издатель и переводчик.

## Жизнь
Дидрих Генрих Корфиц Хольм родился в немецкоязычной семье в Риге, где его отец Дидрих Эдуард Хольм (1846–1895) работал директором железнодорожной компании. Его мать, Мария «Миа» Хольм (1845–1912: в источниках иногда упоминается по девичьей фамилии Мария фон Хеденстрём), была дочерью протестантского пастора из Швеции: она добилась известности как поэтесса и писательница.
Хольм учился в Первой Рижской гимназии. По крайней мере, в одном источнике упоминается, что часть его детства прошла в Москве, но в большинстве об этом не упоминается. Если и был период в Москве, то он почти наверняка был коротким и, вероятно, был связан с работой его отца в качестве директора железнодорожной компании: ко времени смерти отца в 1895 году Дидрих Хольм находился в Саратове, на крупном промышленном предприятии далеко к югу от Москвы. В 1885 году его родители разошлись. После развода, который, по-видимому, последовал только в 1890 году, когда его отец захотел жениться на другой женщине, Дидрих вместе с матерью ненадолго переехал в Мюнхен, а оттуда в Любек в Германии. Последние два года обучения он провёл в престижной «Катаринеум» («гуманистическая средняя школа») в Любеке. В это время в школе (на самом деле почти на три года моложе Хольма) обучался и Томас Манн. Во время учёбы в школе Хольм был назначен помогать в качестве «тренера Манна по гимнастике». Томас Манн относился ко всей школьной гимнастике с крайней неприязнью, но иногда его можно было убедить пойти на компромисс со своими принципами до такой степени, что он касался турников кончиками пальцев, бросая при этом взгляд с испепеляющим презрением на оснащение. Когда дело дошло до более интеллектуальных аспектов школьной программы, будущий создатель «Будденброков» и «Волшебной горы», согласно школьным отчётам, был достаточно прилежным учеником; и хотя школьные власти отказывались смотреть на его поведение на уроках гимнастики с полным хладнокровием, бунтарское отвращение Манна к организованным упражнениям не помешало завязать дружбу с его школьным «тренером по гимнастике». Позже, когда все они выросли и Хольм присоединился к издательскому делу, он вмешался, чтобы помочь Манну получить работу в мюнхенском сатирическом журнале «Simplicissimus».
Хольму был уже 21 год в начале лета 1894 года, когда в несколько более старшем возрасте, чем обычно, он сдал «Reifeprüfung» (школьный выпускной экзамен). Он поступил в Берлинский университет на юридическое отделение. В том же году он перешёл в Мюнхенский университет, намереваясь остаться там на год в рамках своего курса на получение степени. Как выяснилось, Мюнхен останется его родным городом до конца его жизни, хотя неясно, получил ли он когда-либо свою степень. Вскоре после прибытия в Мюнхен он записался в качестве «Einjährig-Freiwilliger» на военную службу в Королевский баварский пехотный полк лейб-гвардии в соответствии со схемой, которая позволяла кандидатам проходить военную службу в течение сокращённого срока, составляющего всего один год, при условии, что они соглашались оплатить собственные расходы на оборудование, питание и одежду.
Его первые опубликованные стихи появились в еженедельнике «Simplicissimus» в 1896 году. Новый журнал был запущен Альбертом Лангеном в апреле того же года. Согласно истории, которую он позже любил рассказывать, Хольм впервые столкнулся с Лангеном только из-за того, что его мать перепутала издателя произведений искусства «Йозефа Альберта» и издателя журнала «Альберта Лангена». Йозеф Альберт, насколько известно, был печатником модных тогда цветных открыток. Его помещение занимало только первый этаж здания, в которое вошла мать Хольма, в то время как, вооружившись списком возможных «художественных издателей», составленным её сыном, она искала издателя для некоторых иллюстрированных стихов, написанных её сыном. Большая медная табличка с именем Джозефа Альберта, включая имя «Альберт», доминировала над различными вывесками у входа. Кажется вероятным, что у издателя «Симплициссимуса» Альберта Лангена был офис на верхнем этаже того же здания. В любом случае, вскоре после публикации некоторых стихотворений Хольма, Ланген согласился, что молодой человек может помочь ему, начиная с 1 октября 1896 года, в качестве неоплачиваемого стажёра. Стажировка быстро стала оплачиваемой работой. Сам Ланген женился на девятнадцатилетней Дагни Бьорнсон Сотро в 1896 году, после чего, похоже, Хольм был поощрён брать на себя больше ответственности в бизнесе. К 1898 году Корфиц Хольм завоевал доверие своего работодателя до такой степени, что стал «прокуристом», уполномоченным по контракту подписывать определённые соглашения от имени издательского бизнеса Лангена. В течение следующих нескольких лет были опубликованы книги Генриха Манна, Генрика Ибсена, Марселя Прево и Вернера фон Хейденстама. Вместе Ланген и Хольм составляли успешную команду: бизнес процветал. Однако в апреле 1909 года Альберт Ланген умер как от последствий среднего отита. После 1909 года Хольм руководил бизнесом в качестве попечителя.
В 1899 году Корфиц Хольм женился на молодой вдове Августе «Энни» Циманн (1872–1942), тем самым сразу заведя троих приёмных детей. Эдит Хольм (1901–1978), четвёртый ребенок пары, родилась через пару лет после свадьбы в Мюнхене.
В 1918 или 1919 году Хольм стал одним из трёх совладельцев издательского бизнеса Альберта Лангена. Ещё одно существенное изменение в структуре собственности произошло в 1932 году, когда издательский бизнес Langen был объединён с издательским бизнесом Georg Müller. Хольм оставался на посту «Mitgeschäftsführer» («совместный генеральный директор») объединённой издательской фирмы «Albert Langen — Georg Müller Verlag GmbH» до своей смерти в 1942 году.
Корфиц Хольм умер 5 августа 1942 года в Мюнхене после продолжительной болезни.

## Труды
Корфиц Хольм был автором романов, рассказов, стихов и театральных постановок. Его творчество можно отнести к разряду развлекательной литературы. Он также опубликовал несколько увлекательных автобиографических томов и коротких статей о своём детстве и годах, проведённых в Мюнхене. Он также переводил литературные произведения на немецкий язык с русского, французского и датского языков. Его переводы Гоголя, до сих пор считающиеся в своём роде классикой, нашли особенно благожелательный отклик у критиков и читателей.

### Избранные произведения
- Schloß Übermut, Paris  1898
- Arbeit, München 1900
- Die Könige, München 1901
- Mesalliancen, München 1901
- Die Sünden der Väter und andere ironische Geschichten, München 1905
- Thomas Kerkhoven, München 1906
- Die Tochter, München
  - vol. 1 (1910)
  - vol. 2 (1910)
- Hundstage, München 1911
- Marys großes Herz, München 1913
- Herz ist Trumpf, München 1918
- Das Mädchen aus der Fremde, München 1926
- Ich – kleingeschrieben, München 1932
- Mehr Glück als Verstand, Berlin 1936
- Farbiger Abglanz, München 1940
- Vom Lauser zum Leiber, München 1942
- Ludwig Thoma und Olaf Gulbransson – wie ich sie erlebte, München 1953
- Das Kopierbuch Korfiz Holms, Berne [u. a.] 1989